# Magneux-Haute-Rive
Magneux-Haute-Rive là một xã trong tỉnh Loire miền trung nước Pháp.